# Tapiola (architecture)
Pour les articles homonymes, voir Tapiola.
Tapiola (Hagalund en suédois) est une cité-jardin  qui forme un quartier  de Espoo sur la côte sud de Finlande. Tapiola fait partie de la partie ouest du grand Helsinki.

## Histoire

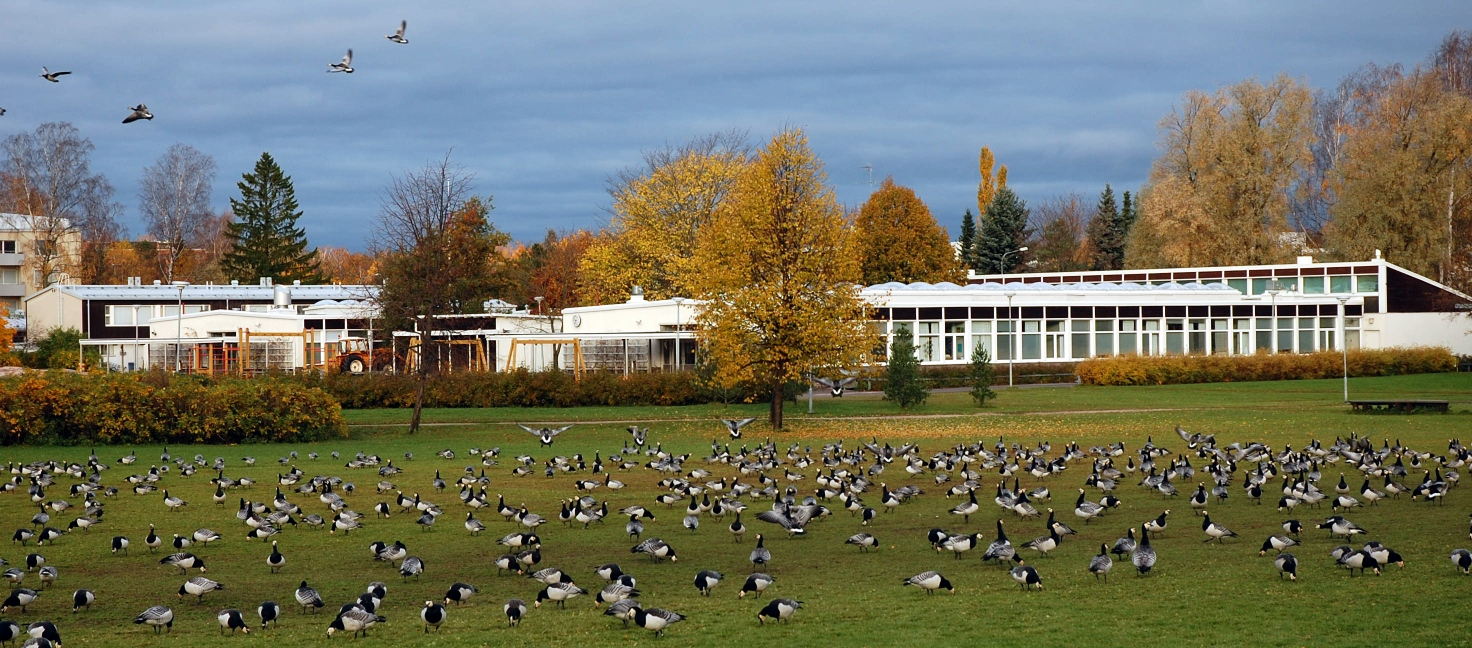
École de Aarnivalkea.

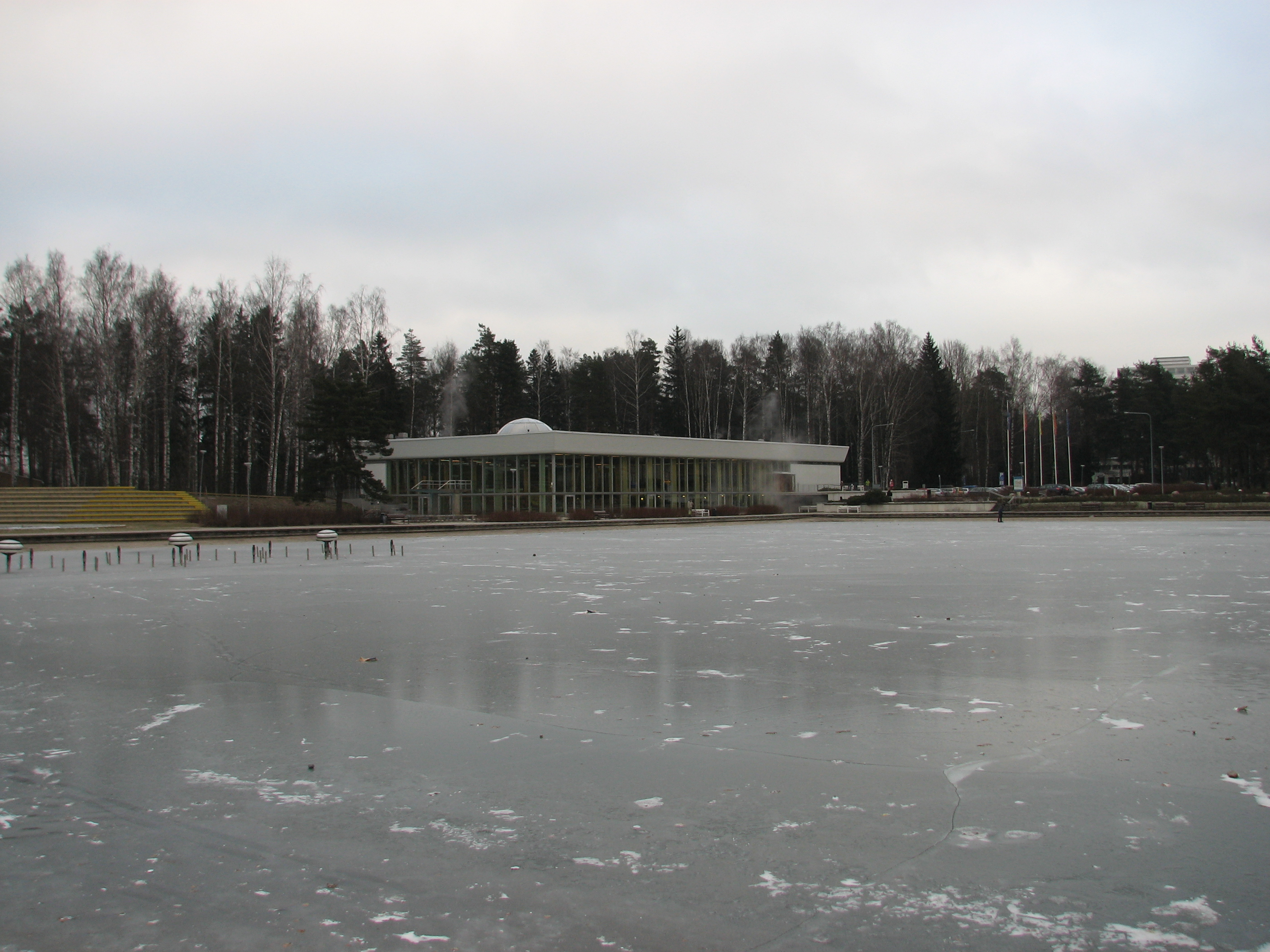
La piscine centrale en hiver.

Tapiola est l'un des premiers projets européens de Ville nouvelle réalisés après-Guerre ,.  
Il a été élaboré par une organisation à but non lucratif appelée Asuntosäätiö (La Fondation du logement) établie en 1951 par six organisation professionnelles dont la Confédération des syndicats finlandais, l'Organisation centrale des locataires, la Fédération Mannerheim pour la protection infantile, la Fédération finlandaise des invalides militaires et civils et la Fédération des fonctionnaires,. Le projet a été conçu, mis en place et dirigé par Heikki von Hertzen, le directeur de la Fondation du logement et avocat de la cité-jardin.
Avec l'impulsion de Von Hertzen, La Fondation du logement achète 240 hectares de terrain boisé, à 10 km du centre d'Helsinki, et décider d'y créer une cité-jardin idéale.
Le rôle de la fondation est à la fois de financer le projet mais aussi de superviser la planification et les processus de réalisation afin d'assurer la cohérence des différentes sections du quartier,.
Le fait que la fondation du logement soit composée de différents groupes socio-politiques facilite la négociation de financements avec les organismes gouvernementaux.
Von Hertzen décide de créer un environnement urbain qui puisse aider à résoudre la pénurie de logements à Helsinki et qui serait à la fois beau et économiquement viable,. Tapiola ne faisait pas partie d'un plan plus global de développement de la Finlande en dehors du plan des sept villes de  von Hertzen qui répondait à l'étalement urbain d'Helsinki.

Les premiers plans de la ville jardin sont conçus par Otto-Iivari Meurman. 
Par la suite la fondation du logement modifie de façon significative les plans et à la suite du concours d'architecture elle charge un groupe d'éminents architectes finlandais dont Aarne Ervi, Alvar Aalto,  Kaija Siren et Aulis Blomstedt d'organiser la construction de la ville.
Chaque architecte concevra sa propre zone et ses bâtiments y compris les logements sociaux (80 % de l'ensemble des logements) et les maisons individuelles.
Les planificateurs de Tapiola étaient convaincus qu'aucun groupe professionnel ne pouvait à lui seul résoudre les multiples problèmes d'organisation des communautés modernes. La planification devait être réalisé avec des compétences pointues et un travail d'équipe géré de façon très rigoureuse à tous les niveaux 
Tapiola est le résultat d'une collaboration en équipes dans les domaines de l'architecture, de la sociologie, du génie civil, paysagisme, de l'économie domestique et le bien-être des jeunes.
Le nom de la ville a fait l'objet d'un concours public en 1953. Le nom gagnant a été suggéré par onze personnes différentes. Le nom Tapiola vient de Tapio qui est le dieu de la forêt dans mythologie finlandaise, notamment telle quelle est décrite dans le Kalevala, le poème épique national finnois.

## Architecture

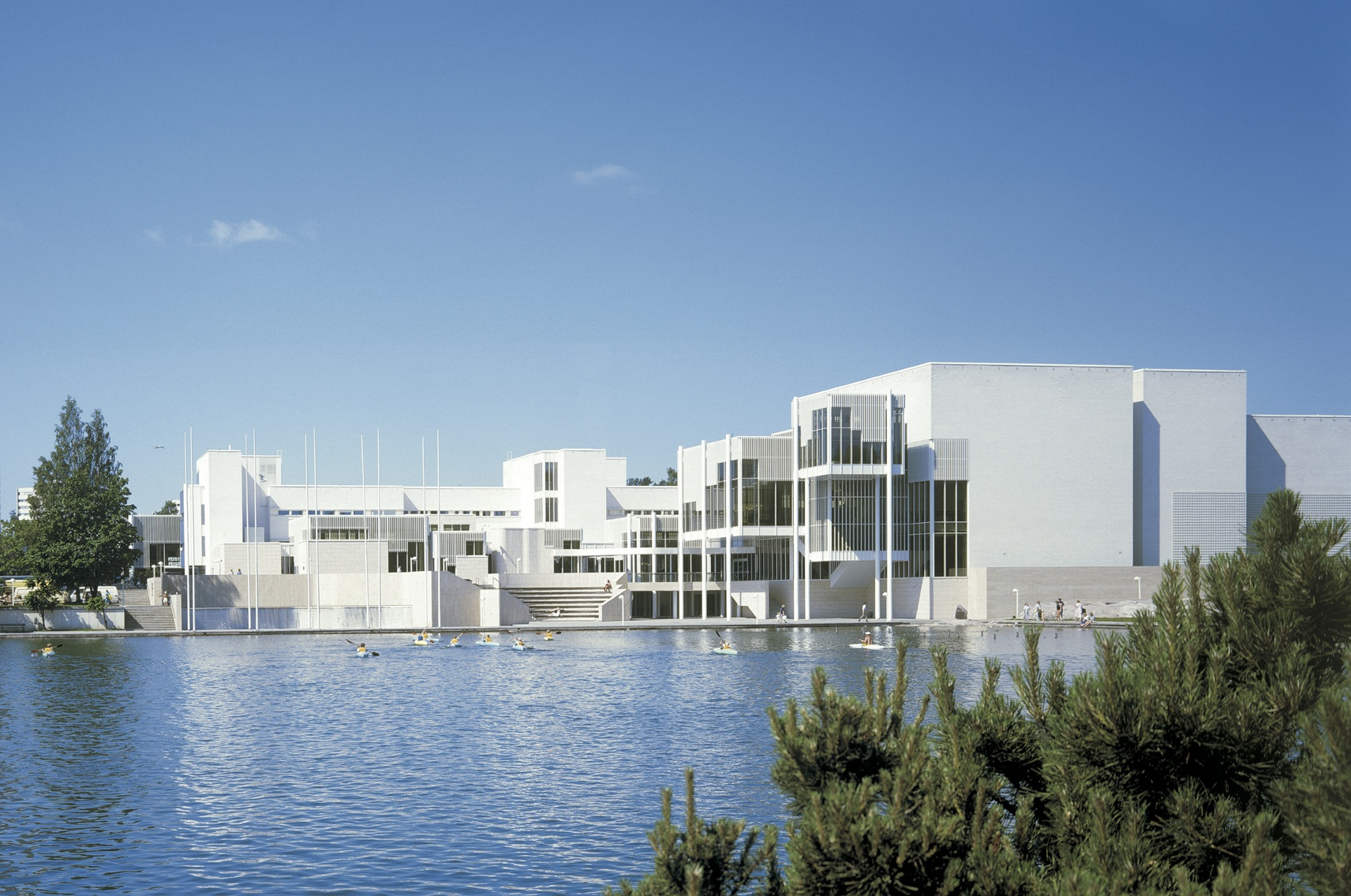
Le centre culturel.

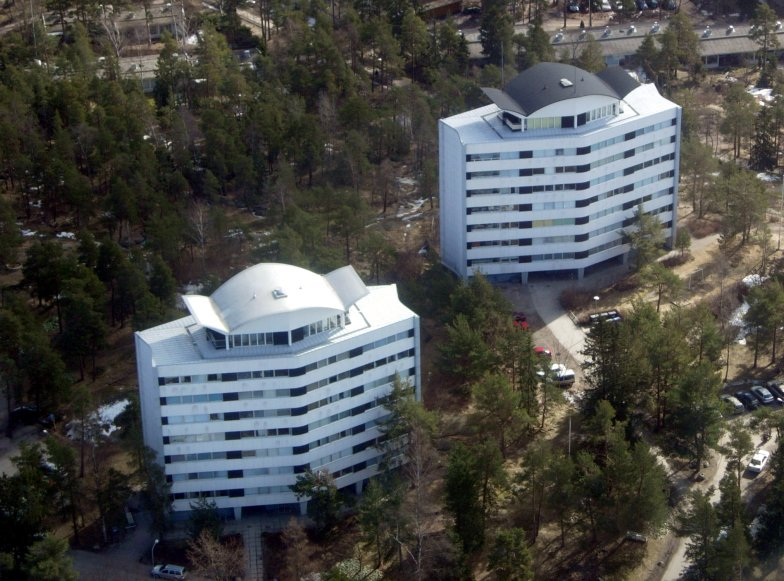
Les bâtiments Taskumattitalot de Viljo Revell.

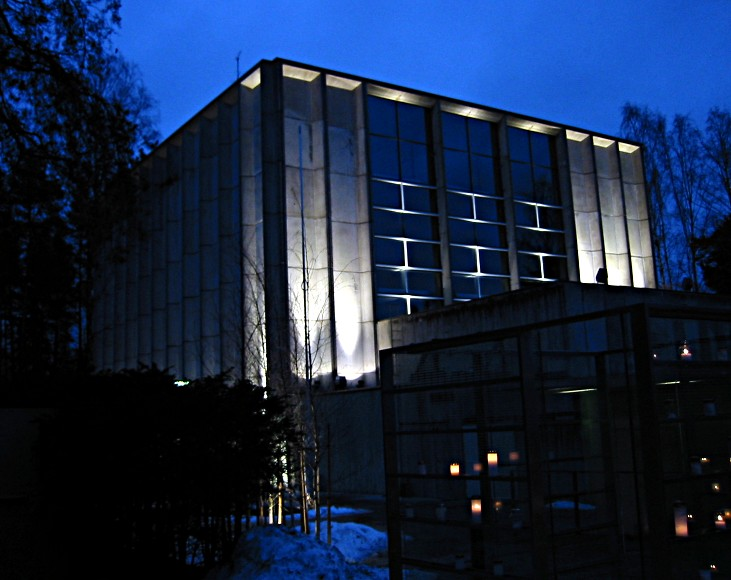
L'église de Tapiola.

Tapiola constitue en fait le principal centre urbain d’Espoo. 
Au centre de Tapiola, la piscine centrale et son entourage sont en grande partie conçue par Aarne Ervi. 
Les ouvrages d'Aarne Ervi comprennent la piscine de Tapiola, Heikintori, la tour centrale de Tapiola et son centre commercial, la Mäntytorni, le centre commercial Tapiontori, achevé dans les années 1960, et le Tapiola Garden Hotel, achevé en 1974.
Le quartier abrite aussi de nombreux bâtiments concus par d'autres architectes tels que le centre culturel d'Espoo conçu par Arto Sipinen.
La plupart des habitations de Tapiola ont été construites dans les années 1950 et 1960 et il s'agit principalement d'immeubles résidentiels.
Tapiola, qui a la réputation d'être une ville jardin, compte de nombreux espaces verts, tels que Silkkiniitty, une vaste prairie qui s'étend jusqu'à pohjois-Tapiola. 
À l'est du centre-ville, Otsolahti comprend également des espaces verts et un port de plaisance.
À l'automne 2005, le plus grand bâtiment européen de bureaux construit en bois, appelé le Modular-office, est érigé à Tapiola à proximité de l'autoroute Länsiväylä. Le bâtiment est géré par Finnforest.

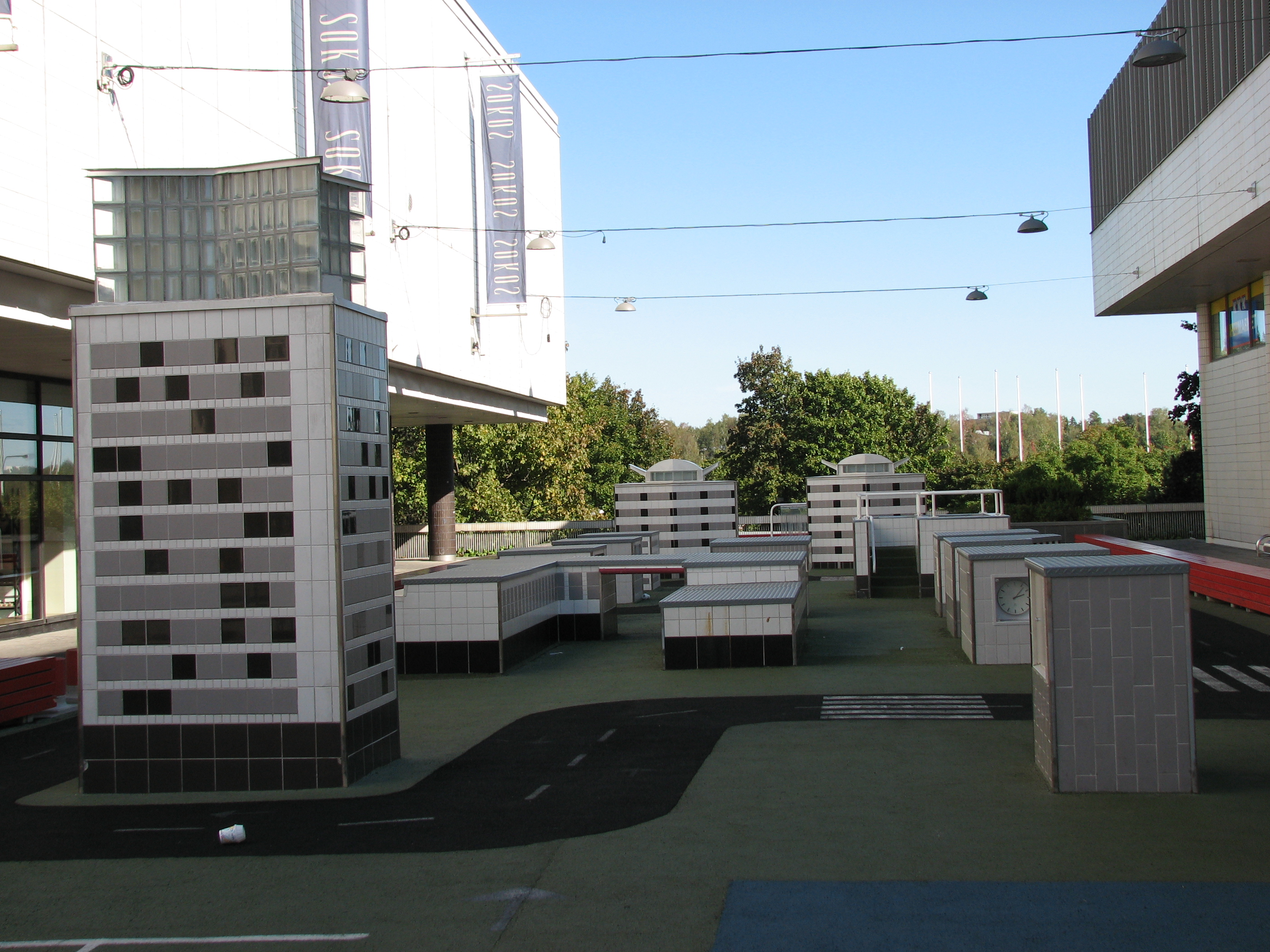
La maquette de Tapiola au centre de Tapiola.

## Transports
Tapiola dispose de sa propre station de métro depuis l'ouverture de la première phase du projet de Länsimetro en 2017.
Tapiola est aussi desservi par la station Urheilupuisto.
Dans la partie orientale de Tapiola, à Otsolahti il y a un petit port de plaisance pour les bateaux à moteur.

## Économie
Tapiola a aussi donné son nom à une compagnie d’assurance finlandaise  Tapiola qui y avait son siège social.
D’autres entreprises importantes ont leur siège social dans ce quartier, comme Huhtamäki et M-real.